# 夏森美
夏森美（英語：Sammy Haze），是香港一名前經理人，目前失業。最為人熟悉的是曾經擔任香港女歌手謝安琪的經理人，以及其火爆性格為謝安琪製造大量麻煩，2011年更因其關係令謝安琪與環球緣盡。夏森美於2003年與周博賢及謝安琪合組公司Ban Ban Music。同時，他亦與謝安琪合組音樂公司邁亞音樂，旗下藝人包括梁心頤及goldEN等。2016年，由於謝安琪退出樂壇，停止與夏森美合作至今，並且在2018年復出時選擇加盟麥浚龍而沒有與夏森美再度合作，因此夏森美正在待業中。

## 簡介
2003年，夏森美與周博賢合作，開立獨立唱片及經理人公司Ban Ban Music，而旗下藝人包括J.O.Y.、Seasons Lee、英師傅、Cousin Fung及謝安琪等。
2014年5月，他與合作多年的歌手謝安琪開立新公司邁亞音樂。其後亦相繼簽下謝安琪的師弟goldEN及梁心頤，而夏森美則擔任goldEN的經理人。
2016年，由於謝安琪因計劃生第二胎，在《山林道》及「拾回演唱會」後便宣佈暫別樂壇，並且由於沒有回歸時間表，並宣佈將所有經理人公司及音樂製作公司結業，當中包括Ban Ban Music及邁亞音樂，因此兩人的合作到此為止。其後於2017年10月謝安琪宣佈全面簽約麥浚龍的幻國文化娛樂，並無論在音樂還是其他工作都獲得Juno的最高級別支持，令謝安琪於2018年的回歸計劃進行得非常順利之下，夏森美正式失業。

## 爭議
自謝安琪出道直至退出樂壇，夏森美已被指多次製造大量爭端，更被視為香港樂壇最麻煩的經理人之一，更多次令謝安琪無辜受牽連。
2011年，謝安琪與當時的唱片公司環球唱片起爭執，有傳媒曾指出夏森美與環球方面「勢成水火」，更曾為留Kay繼續合作不斷重金投資推出新企劃務求Kay脫離夏森美，但Kay顧念舊情未有選擇，只能被雪藏直至等待完約。環球高層Duncan曾指出與謝安琪的不歡而散，「完全唔關Kay事」，「只係經理人太不可理喻」，令雙方不能再合作。
2014年，夏森美曾因謝安琪與雜誌的拍照尺度問題在網絡上炮轟，換來對方的長篇回應。
2014年，由於謝安琪因公司關係未能出席好友Eric Kwok的作品展音樂會，惹來對方微言。而由於謝安琪的首本名曲《囍帖街》正是由Eric作曲，Eric對她的事業發展有一定幫助。但當Eric批評相關安排的報導出街後，夏森美卻惡言相向，令雙方產生衝突。而事實上，謝安琪與Eric份屬好友，Eric亦表明只是開玩笑，並非真心批評她，而她亦多番表示想出席，但因公司方面安排而未能出席。此事令不少歌迷對夏森美不滿。
由於很多謝安琪的歌迷都認為夏森美處理謝安琪的事務的表現欠奉，例如2011年因他與環球唱片發生合約糾紛，導致謝於流行榜上一無所獲，儼如停工，苦無對策下只得與環球解約，而事件獲環球高層黃劍濤證明屬實。在無大行撐腰下，謝安琪在整個2012年音樂事業面臨停擺，演唱會亦因欠缺宣傳及贊助合作等而只能開兩場，較2009年獲環球唱片重金連開7場大相逕庭。謝安琪遂投靠何哲圖，其後卻因星煥國際改組成星夢娛樂而再被解約，雖然《最好的時刻》讓其奪得第四首四台冠軍歌及橫掃多個年度樂壇獎項，惟她於2013年全年就只有這首歌曲面世。
2014年，謝安琪的《Kontinue》大熱，當中的歌曲《雞蛋與羔羊》更在推出不久並獲過百萬點擊，卻因夏森美的個人決定否決了將此曲派台，令謝安琪未能乘勢而再上高峰，此事令謝安琪的歌迷感到相當惋惜。2016年謝安琪終於找到機會，推出大熱《山林道》後便宣佈解除所有經理人合約，夏森美亦自此失業至今。2016年4月至2017年10月期間，謝安琪的事業再度停擺，惟此時麥浚龍卻基於2015年合唱《羅生門》的流行性，展開一個全盤計劃（《The Album》）而得以邀請對方回歸樂壇。